# 패밀리 컴퓨터 디스크 시스템

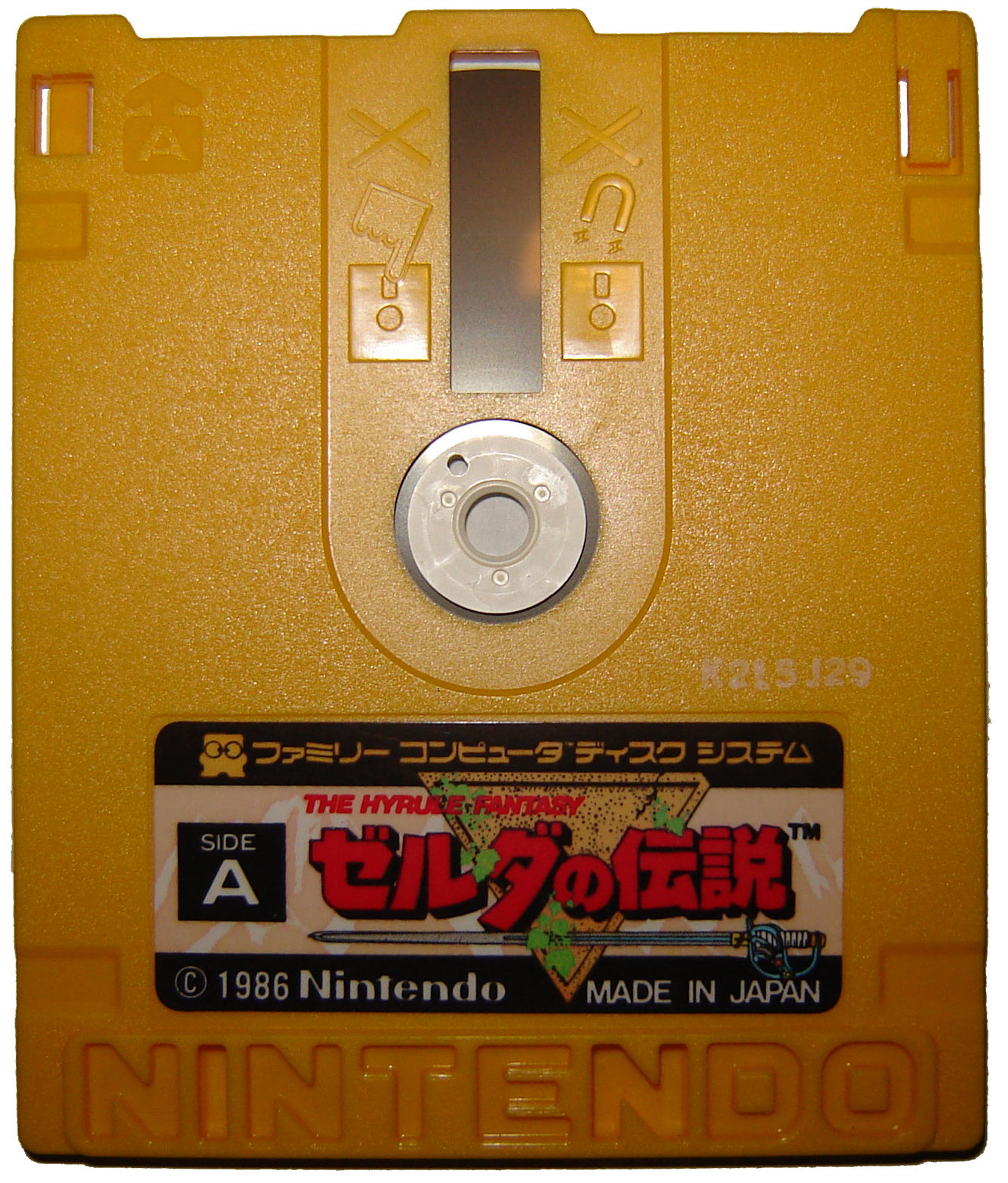
젤다의 전설 디스크 시스템

패밀리 컴퓨터 디스크 시스템(Family Computer Disk System, 일본어: ファミリーコンピュータ ディスクシステム)은 닌텐도에서 발매된 패밀리 컴퓨터의 주변 기기이다. 1986년 2월 21일 일본 발매. 북미의 NES로도 발매가 예정되었으나, 무산되어 발매되지 않았다. 1986년부터 2003년까지의 제품 생산 기간 동안 450만 대가 판매되었다.

## 역사
1986년 당시 128킬로바이트의 저장공간은 넉넉한 편으로, 카트리지 방식의 적은 용량과는 달리 장점이 되었다. 또한 디스켓은 재기록을 할 수 있기 때문에, ‘젤다의 전설’이나 ‘메트로이드’, ‘키드 이카루스’ 등의 게임은 저장 기능을 가지고 출시되었다. 디스크 시스템으로 발매된 이러한 게임들은 1~2년 후에 카트리지 방식으로 디스크 시스템이 북미에서도 출시되었으며, 이러한 게임들은 배터리 구동식 S램 저장기능이나 패스워드 기능으로서 저장 기능을 재현했다.

## 기술적 측면
디스크 시스템에 사용되는 디스켓은 양면 기록이 가능한 가로 2.8인치, 세로 3인치의 디스켓을 사용했다. 닌텐도 사는 이 디스켓을 ‘디스크 카드’라 칭했는데, 사실 ‘디스크 카드’는 미쯔미 사의 2.8인치 “퀵 디스크”의 일종이었다. 기술적으로는 퀵 디스크와 같이 하나의 트랙만 존재하여 접근 속도가 비교적 빠르며, 디스크의 양면을 모두 이용할 수 있다.
디스크 시스템은 ‘램 어댑터’라는 변형 카트리지를 통해 패밀리 컴퓨터의 슬롯과 연결된다. 램 어댑터에는 32 킬로바이트의 프로그램 임시 저장공간과, 8 킬로바이트의 타일과 스프라이트 저장 공간이 있으며, 주문형 반도체인 2C33를 가지고 있다. 이 주문형 반도체는 플로피 디스크의 디스크 컨트롤러 역할을 담당하며, 또한 주파수 변조방식의 소리를 낼 수 있는 기초적인 하드웨어의 역할도 포함했다. 디스크 시스템에 사용되는 디스크는 양면을 모두 사용할 수 있으며, 단면 64 킬로바이트의 저장공간을 가지고 있다. 상당수의 게임은 게임 도중 디스크의 면을 교체해야 했다. 일부 게임은 2장의 디스크를 요구하기도 했다. 이 장치는 AC 어댑터와 C형 건전지 6개로 구동할 수 있다.

## 신뢰성 문제
디스크 시스템은 당시 유행했던 롬 카트리지가 아닌 디스켓을 사용하는 다소 진보된 방식이었으나, 장비 자체와 디스켓 모두 신뢰성의 문제를 가지고 있었다. 디스크 드라이브의 고무 벨트는 일반적인 플로피 디스크 드라이브의 고무 벨트보다 작은 편이었다. 이 고무 벨트는 오래되면 끊어지거나, 때로는 녹기도 하였다. 일본에서는 디스크 시스템의 공식적인 지원이 중단된 2004년까지는 수리를 할 수 있었다.
또한, 소위 디스크 카드라고 불리는 디스켓 자체도, 게임을 실행해서 완벽히 즐기기 위해서는 점검이 필요했다. 이는 디스크 시스템의 구조상 외부의 먼지가 유입될 수 있기 때문이었으며, 때로는 디스크 자체가 시간이 지남에 따라 자성이 감소해서 읽을 수 없게 되기 때문이었다. 단 한개의 배드 섹터만 생겨도 게임을 실행할 수 없었다. 이러한 디스켓의 신뢰성 저하문제는 생산 단가를 줄이기 위해 셔터를 디스켓에 부착하지 않고, 대책으로 플라스틱 케이스나 기름종이 봉투등을 제공하는 것으로부터 발생했다. 그러나 일부 파란색 디스켓으로 판매/증정된 게임은 셔터가 있었다.
디스켓을 삽입하고 읽는 과정에서 에러가 발생하면 사용자는 무엇이 문제인지 알기가 힘들었다. 그 이유는 대개 Err. ## (숫자)와 짧은 정보밖에 표현되지 않는 에러 메시지 때문이었다. 가장 흔한 에러 메시지로는 Err. 02 (디스크 시스템의 배터리 부족), Err. 07 (A면과 B면이 바뀜), Err. 27(디스켓의 물리적 결함) 등이었다. 게임 도중에 에러가 발생하면 이러한 에러 메시지도 나오지 않고 숫자들만 나오기도 했다.

## 해적 행위
디스크 시스템이 발매된 지 1년도 되지 않아서, 변형된 퀵 디스크와 여러 가지 복사 기술을 사용한 불법 복제 행위가 만연했다. 일부 해킹 관련 잡지에서는 디스크 복제 방법 등을 소개하기도 했다. 닌텐도 사는 해적 행위를 막기 위해 디스크 시스템의 반도체 일부를 교체하기도 했으며, 기판을 조정하기도 했다. 그러나 이러한 노력에도 불구하고, 곧 우회책이 공개되었다.

## 그 외
발매 당시 닌텐도는 모든 게임을 디스크로 발매한다고 발표하였다. 대용량, 저렴한 가격 등이 최대의 매력이라고 생각되었지만, 그 후 반도체 기술의 발달로 기존의 롬 카트리지가 디스크 카드를 능가하는 용량을 가지게 되었다. 이후 닌텐도는 많은 명작을 남기며, 1994년을 기점으로 디스크 시스템 전용 게임의 공급을 중단하였다. 2001년 9월 14일에는 게임큐브 메인메뉴에 부팅음을 12배 느리게 수록되었다.

### 디스크 라이터
디스크 카드는 게임 매장에 설치된 디스크 라이터로 디스크의 내용을 바꿀 수 있었다. 이 비용은 약 500엔으로 디스크 카드를 새로 구입하는 것보다 저렴했기 때문에 당시 주요 사용층인 아이들로부터 환영받았다. 디스크 라이터로 공급된 게임으로는 신작뿐만 아니라 이전에 롬 카트리지로 발매되었던 게임도 있으며, 디스크 라이터로만 구입할 수 있는 전용 게임도 있다.

### 디스크 팩스
디스크에 보존된 점수나 저장 데이터를 게임 매장에 설치된 디스크 팩스를 통하여 닌텐도와 교환하는 장치이다.

## 같이 보기
- 메가 CD
- 슈퍼 패미컴 CD-ROM 어댑터
- 64DD